# Bulbophyllum monanthos
Bulbophyllum monanthos är en orkidéart som beskrevs av Henry Nicholas Ridley. Bulbophyllum monanthos ingår i släktet Bulbophyllum och familjen orkidéer.
Artens utbredningsområde är Thailand. Inga underarter finns listade i Catalogue of Life.